# Bornite Range
Bornite Range är ett berg i Kanada.   Det ligger i provinsen British Columbia, i den sydvästra delen av landet, 3 800 km väster om huvudstaden Ottawa. Toppen på Bornite Range är 1 574 meter över havet, eller 80 meter över den omgivande terrängen. Bredden vid basen är 0,33 km. Bornite Range ingår i Hazelton Mountains.
Terrängen runt Bornite Range är huvudsakligen bergig. Trakten runt Bornite Range är nära nog obefolkad, med mindre än två invånare per kvadratkilometer.. Det finns inga samhällen i närheten.
I omgivningarna runt Bornite Range växer i huvudsak barrskog.